# Sertão de l'Alagoas

Étendue de la région du sertão de l'Alagoas.

La région du sertão de l'Alagoas est l'une des 3 mésorégions de l'État de l'Alagoas. Elle regroupe 26 municipalités groupées en 4 microrégions.

## Données
La région compte 435 310 habitants.

## Microrégions
La mésorégion du sertão de l'Alagoas est subdivisée en 4 microrégions:
- Alagoana do Sertão do São Francisco
- Batalha
- Santana do Ipanema
- Serrana do Sertão Alagoano